# Osiczna
Osiczna (ukr. Осична) – wieś na Ukrainie w rejonie oratowskim, obwodu winnickiego.
Jednym z posiadaczy Osicznej był Augustyn Bekierski, chorąży taraszczański.

… P. chorąży spytał mego ojca jak to się dzieje, że siedząc na daleko mniejszej fortunie, ma jednego syna w gwardyi, drugiego na uniwersytecie w Petersburgu, dla młodszych nauczyciela, dla córek guwernantkę i muzyka - jak go na to wszystko stać? Na co mój ojciec odpowiedział: "U mnie panie chorąży tak: i dzieci za domem i grosze, a u pana i dzieci i grosze doma".

## Dwór
- dwór wybudowany w pierwszej połowie XX w. w stylu zameczku - willi przez Kazimierza Longina Bekierskiego (1864-1927) w folwarku Turski Las[2].